# 宮本利之
宮本 利之（みやもと としゆき、1971年8月25日 - ）は、NBS長野放送のアナウンサー。

## 人物
石川県白山市（旧松任市）出身。石川県立金沢桜丘高等学校を経て京都産業大学卒業後、1994年に長野放送にアナウンサーとして入社。現在は、報道制作局制作部長。2019年10月から2023年3月までは、プロデューサーも務めていた。

## 現在の担当番組
- ふるさとライブ（2022年4月7日 - ） - ふるさとファミリー
- NBSニュース

## 過去の担当番組
- スポーツ中継
- NBSみんなのニュース（2018年1月 - 3月）
- NBSプライムニュース みんなの信州[1]（2018年4月 - 2019年3月）
- NBSみんなの信州（2019年4月 - 9月）
- NBS月曜スペシャル
- めざましテレビ（全国中継リポーター、2000年 - 2004年）[2]
- YOU・遊・気分 土曜だ!ぴょん（2001年4月 - 2003年3月）
- やまびこ広場
- めざましテレビ公認 わがまま!気まま!旅気分（長野放送制作分、BSフジでも放送）[3]
- スマイル・これダネッ!（長野放送・新潟総合テレビの共同制作の特別番組）
  - 2012年「全国オモロうまい道の駅グランプリ」（2012年10月26日）
- 土曜はこれダネッ!（2003年4月 - 2018年3月、MC／2019年10月 - 2021年3月27日、プロデューサー）
- 長野のスゴイ家（2021年4月11日 - 2022年3月20日） - プロデューサー
- NBSフォーカス∞信州（不定期）
- 週刊ながのスポーツ!（2019年10月 - 2023年3月25日） - プロデューサー